# Carlos Santiago Pereira
Carlos Santiago Pereira, conocido profesionalmente como Pereira (Marín, Pontevedra, 1951) es un exfutbolista español, que jugaba en la demarcación de guardameta. Después de jugar en el Pontevedra C.F., fue traspasado al Valencia C.F., donde militó durante varias temporadas, ganando tres títulos, entre ellos la Recopa de Europa 1979-80, en la que destacó su actuación en la final, donde detuvo dos lanzamientos en la tanda de penaltis que le dieron el título a su equipo. Jugó además en Primera División en el Racing de Santander, Atlético de Madrid y Celta de Vigo.

## Biografía
Pereira es tío del también guardameta Agustín, que militó durante casi toda su carrera en el Real Madrid.
Empezó jugando al fútbol en el Rápido de Pereiró, un modesto club de Castrelos, de donde pasó a la cantera del Pontevedra CF. Jugando en la cantera del club, fue convocado por Chao para jugar con el juvenil gallego.

### Pontevedra C.F.
En la temporada 1970/71 empezó a jugar en el filial pontevedrés, el Atlético Pontevedrés, dirigido por Martín-Esperanza, y en la siguiente campaña debutó con el primer equipo de la Segunda División, en un partido frente al Racing de Santander en el Pasarón. Durante esa temporada compaginó el filial con el primer equipo, en el que alternaba la titularidad entre Illumbe y Ardao, y en la 1972/73 ascendió al primer equipo dirigido por Caeiro, llevándose el puesto por delante de Ardao y Amador, y disputando un total de 25 partidos. El equipo acabó descendiendo a la Tercera División, categoría en la que Pereira siguió ocupando la portería una temporada más.

### Valencia C.F.
En el año 1974 fue traspasado al Valencia CF por unos 6 millones de pesetas y el compromiso del club valenciano de disputar el Trofeo Luis Otero. Debutó en la Primera División con el técnico yugoslavo Milovan Ćirić en la cuarta jornada de la temporada de 1974/75, ante el FC Barcelona en el Camp Nou. Apenas se necesitaron tres minutos para encajar un gol, obra de Cruyff, en un partido que el Valencia perdió por 5-2. Fue su único partido de la temporada, mientras que en la siguiente jugó cedido en el Deportivo Alavés de la Segunda División.
Al finalizar la cesión regresó al Valencia, donde jugó los siguientes cinco años, alternando en la portería con Balaguer y Manzanedo primero, y con Sempere más tarde. Con el equipo "che" ganó la Copa del Rey 1978/79 y debutó esa misma temporada en competición europea, en un partido de la Copa de la UEFA contra el  Argeş Piteşti. Uno de los mejores recuerdos que dejó en Valencia fue la final de la Recopa de Europa 1979-80 ante el Arsenal FC, en la que mantuvo la portería a cero durante 120 minutos y paró dos tiros de la tanda de penaltis que dieron el título para el equipo de Alfredo Di Stéfano, convirtiéndose Pereira en el héroe de la final.
En la temporada siguiente, disputó la Supercopa de Europa ante el Nottingham Forest, de la que el Valencia también se proclamó campeón. Durante la temporada 1981/82 y sin contar minutos en el equipo de Pasieguito, se fue cedido por seis meses al Racing de Santander, donde fue titular hasta el final de la campaña.

### Atlético de Madrid
En agosto de 1982 fichó por el Atlético de Madrid donde jugaría las siguientes tres temporadas. En el equipo que entrena Luis Aragonés tuvo la competencia de Mejías, pero aun así disputó un total de 58 partidos oficiales, ganando su segunda Copa del Rey en la temporada 1984/85.
En septiembre de 1985 fue cedido al Celta de Vigo a cambio de la mitad de la cuota del jugador, que ascendía a 7 500 000 pesetas. Alternó en la portería con Maté y Chuco en una campaña en la que el Celta descendió a la Segunda División. Tras finalizar el descenso, no hubo acuerdo entre Celta y Atlético, por lo que el jugador abandonó Vigo tras disputar 15 partidos y encajar 35 goles.

### Últimos años
En la temporada 1987/88 fichó por el Arenteiro, que acababa de ascender por primera vez en su historia a la Segunda División B. Jugó 21 partidos, pero abandonó el club de Carballino en febrero de 1988 por su mala relación con el presidente del club. Para la siguiente temporada fichó por el Gran Peña, equipo ya separado del Celta de Vigo y con el que militó en la Tercera División antes de su retirada.

## Clubes
| Club                | País   | Año       | Partidos |
| ------------------- | ------ | --------- | -------- |
| Pontevedra C.F.     | España | 1971-1974 | 27       |
| Valencia C.F.       | España | 1974-1975 | 1        |
| Deportivo Alavés    | España | 1975-1976 | 12       |
| Valencia C.F.       | España | 1976-1981 | 57       |
| Racing de Santander | España | 1981-1982 | 18       |
| Atlético de Madrid  | España | 1982-1985 | 34       |
| Celta de Vigo       | España | 1985-1986 | 15       |

## Títulos
- Copa del Rey de fútbol 1978-79 (Valencia C.F.)
- Recopa de Europa 1979-80 (Valencia C.F.)
- Supercopa de Europa 1980 (Valencia C.F.)
- Copa del Rey de fútbol 1984-85 (Atlético de Madrid)